# СидОренки-СидорЕнки
«СидОренки-СидорЕнки» — український комедійний телесеріал. Режисером-постановником телесеріалу став Фелікс Герчиков, оператор-постановником — Олексій Назарук. «СидОренки-СидорЕнки» є адаптацією російського телесеріалу «Іванови-Іванови» групи компаній «Yellow Black and White».
Прем'єра першого сезону відбулася 28 жовтня 2019 року на телеканалі «1+1».
У червні 2020 року розпочалися зйомки другого сезону серіалу. Другий сезон «СидОренки-СидорЕнки. Ремонт стосунків» транслювався з 19 жовтня до 25 листопада 2020 року.
Навесні 2022 року планувалося випустити третій сезон телесеріалу під назвою «СидОренки-СидорЕнки. Ферма розбрату». Однак, через російське вторгнення в Україну показ серіалу було скасовано. Прем'єра сезону вийшла 4 березня 2024 року на телеканалі «ТЕТ».

## Сюжет
Головні події у серіалі розгортаються через 16 років після народження у двох українських родинах Сидоренків — багатій та бідній. Саме тоді, коли вони дізнаються, що їхніх дітей переплутали у пологовому будинку.
За сюжетом другого сезону, який вийшов під назвою «СидорЕнки-СидОренки. Ремонт стосунків», у сім'ях відбувається зміна соціальних статусів. Тепер Петро стає власником маєтку, а Олександр живе на його території. Однак руки Саша не опускає, і намагається налагодити свій бізнес. Про свою справу мріють також Леся і Оля, хоч знайти спільну мову їм буде нелегко. Рома і Вова вступають до ВНЗ і починають доросле життя, а їхній Дід зустрічає нову любов.
За сюжетом третього сезону Сидоренкам доведеться переїхати на ферму, де вони будуть робити багато речей, до яких вони не звикли (прокидатися з першими півнями, доїти корів, працювати на городі тощо). Тут вони зустрінуть молодшого брата Олександра Сидоренка — Толю. На відміну від свого брата, який поїхав заробляти до міста, Толя залишився в селі і присвятив своє життя родинній фермі.

## У ролях

### У головних ролях
- Дмитро Суржиков — Олександр Сергійович Сидóренко (голова багатої сім'ї)
- Олеся Власова — Ольга Леонідівна Сидóренко
- Валерій Швець — Петро Вікторович Сидорéнко (голова бідної сім'ї)
- Ксенія Вертинська — Леся Павлівна Сидорéнко
- Лев Сомов — Віктор Миколайович Сидорéнко (Батько Петра)
- Євген Шекера — Роман
- Петро Ніньовський — Володимир
- Теміко Чичинадзе — Давид Георгійович Берідзе
- Мирослава Філіппович — Амалія Володимирівна Берідзе
- Поліна Василина — Аля (Аліко) Берідзе
- Володимир Ращук — Толя (фермер, брат Олександра)

### У другорядних ролях
- Віталій Іванченко — Валєра
- Даша Астаф'єва — в ролі самої себе
- Ольга Дорощук — Катерина
- Вікторія Левченко — Настя
- Михайло Кришталь — Богдан, батько Насті, конкурент Сидоренків
- Дар'я Трегубова — Мар'яна Валеріївна
- Тимур Асланов — Декан
- Гліб Михайличенко — Коваль
- Данило Ситайло — Очкарик
- Ольга Собко — Дружина Валєри
- Артем Вільбік — Психотерапевт
- Катерина Башкіна-Зленко — Ніна
- Сергій Куда — Малий
- Костянтин Костишин — Павло
- Ніна Галена — Вдова Федора
- Євген Шумилов — Санітар
- Валерій Антонюк — Старий на поминках
- Олег Капустін — Викладач-куратор
- Андрій Сторожик — Хлопець 1
- Станіслав Щербак — Хлопець 2
- Ігор Верста — Майор
- Олег Роснко — Професор
- Костянтин Данилюк — Чиновник
- Ганна Розстальна — Екстрасенс
- Сергій Солопай — Монтажник
- Вікторія Кулініч — Викладачка
- Андрій Альохін — Художник
- Михайло Ігнатов — Сусід Валі
- Олександр Рудько — Рекламний менеджер
- Сергій Асовський — Ректор
- Роман Скобніков — Пожежник
- Євген Рачок — Сима
- Тетяна Негрій — Галя
- Ірина Мельник — Гєля
- Олег Руденко — Охоронець
- Вадим Кузло — Гоша
- Олександр Зарубій — Бандюк 1
- Марія Шкурко — Касирка банку
- Світлана Шалига — Співробітниця ПФУ
- Андрій Воробель — Ветеринар
- Наталя Луцюк — Касирка 1
- Алла Косач — Касирка 2
- Олександр Онуфрієв — Поліцейський БЦ
- Вадим Голданов — Учасник виставки
- Юлія Гапчук — Організатор виставки
- Ангеліна Гущина — Консультантка
- Владислав Дмитренко — Єгор
- Ірина Тамім — Комендант гуртожитку
- Владислав Порожній — Хлопець-викладач
- Анастасія Гіренкова — Вахтерка
- Андрій Тітов — Ковляшенко 1
- Роман Лук'янов — Ковляшенко 2
- Андрій Романій — Альберт
- Михайло Самарський — Старший менеджер автосалону
- Вячеслав Стасенко — Інспектор
- Вікторія Сиванич — Секретарка Максима
- Максим Даньшин — Агент Микола
- Антоніна Шаповалова — Марина
- Олена Грищенко — Медсестра
- Станіслав Щокін — Ветеринар 2
- Євген Волошенюк — Лікар 1
- Валерій Величко — Дизайнер
- Максим Шрамко — Сисадмін
- Аліна Карпенко — Клієнтка 1
- Володимир Левицький — Батько Давида
- Петро Нікітін — Хазяїн Алкомаркету
- Ігор Зоров — Інспектор ДСНС
- Олександр Соловонюк — Ведучий 2
- Олена Червоненко — Люба
- Іван Янченко — Патрульний
- Альберт Малик — Репортер
- Павло Шевчук — Таксист
- Сергій Кисіль — Поліцейський
- Олена Шнипко — Дівчина у ДТП
- Олена Олар — Кореспондент
- Ахмед Есмурзієв — Євген
- Ілля Пономаренко — Менеджер охоронної фірми
- Дмитро Вівчарюк — Режисер
- Володимир Гончаров — Актор
- Ангеліна Платко — Маша
- Віталій Протасов — Диктор
- Ольга Радчук — Ірина Францівна Кашко, мати Ольги
- Михайло Кукуюк — Максим Сергійович Коноваленко, бізнесмен, бізнес-партнер Олександра
- Назар Задніпровський — Віталіч, сусід Сидоренків
- Олег Примогенов — Олег Сергійович, прокурор
- Олена Хохлаткіна — Валя
- Тетяна Лавська[8]
- Віталіна Біблів — Ніна, сусідка Толі Сидоренка
- Віра Кобзар — Віра
- Андрій Пономаренко — Льоня, сільський ветеринар
- Ірина Гришак — Віка, дочка Ніни

## Зйомки
Зйомки першого сезону телесеріалу проходили протягом літа 2019 року на території Києва та Київської області.
У лютому 2020 року було прийнято рішення підготувати другий сезон телесеріалу. Почалася робота над сценарієм. А в червні команда «IQ Production» розпочала зйомки. Вони велися з дотриманням нових вимог роботи знімальних груп в умовах адаптивного карантину.
У жовтні 2021 року розпочалися знімання третього сезону.